# 에드워드 톱셀
에드워드 톱셀(Edward Topsell, 1570s? ~ 1625)은 잉글랜드의 성직자이자 베스티아리로 유명한 작가이다. 세븐오크스 출신이다. 그는 크라이스츠 칼리지를 졸업했고, 잉글랜드 성공회 경력을 쌓았다.